# Бернс-Мілл (Міссурі)
Бернс-Мілл (англ. Byrnes Mill) — місто (англ. city) в США, в окрузі Джефферсон штату Міссурі. Населення — 3173 особи (2020).

## Географія
Бернс-Мілл розташований за координатами 38°26′25″ пн. ш. 90°34′27″ зх. д. / 38.44028° пн. ш. 90.57417° зх. д. (38.440266, -90.574199).  За даними Бюро перепису населення США в 2010 році місто мало площу 13,62 км², з яких 13,31 км² — суходіл та 0,32 км² — водойми.

## Демографія
Згідно з переписом 2010 року, у місті мешкала 2781 особа в 1038 домогосподарствах у складі 782 родин. Густота населення становила 204 особи/км².  Було 1121 помешкання (82/км²).
Расовий склад населення:
| - 97,4 % — білих - 0,5 % — корінних американців - 0,3 % — чорних або афроамериканців - 0,3 % — азіатів |

До двох чи більше рас належало 1,0 %. Частка іспаномовних становила 1,4 % від усіх жителів.
За віковим діапазоном населення розподілялося таким чином: 24,8 % — особи молодші 18 років, 66,6 % — особи у віці 18—64 років, 8,6 % — особи у віці 65 років та старші. Медіана віку мешканця становила 38,9 року. На 100 осіб жіночої статі у місті припадало 98,4 чоловіків;  на 100 жінок у віці від 18 років та старших — 96,7 чоловіків також старших 18 років.
Середній дохід на одне домашнє господарство  становив 70 277 доларів США (медіана — 61 563), а середній дохід на одну сім'ю — 79 460 доларів (медіана — 66 771). Медіана доходів становила 41 250 доларів для чоловіків та 43 008 доларів для жінок. За межею бідності перебувало 7,4 % осіб, у тому числі 9,3 % дітей у віці до 18 років та 5,3 % осіб у віці 65 років та старших.
Цивільне працевлаштоване населення становило 1417 осіб. Основні галузі зайнятості: виробництво — 19,3 %, освіта, охорона здоров'я та соціальна допомога — 17,9 %, науковці, спеціалісти, менеджери — 13,5 %.